# Petru Avram
Petru Avram a fost delegat din partea Cercului Bocșa-Română, județul Caraș-Severin la Marea Adunare Națională de la Alba-Iulia din 1 decembrie 1918. De profesie era economist.